# Takako Kobayashi
Takako Kobayashi (jap. 小林 貴子 Kobayashi Takako; ur. 2 kwietnia 1968 w prefekturze Kioto) – japońska judoczka. Olimpijka z Barcelony 1992, gdzie zajęła dwudzieste miejsce w wadze półśredniej.
Brązowa medalistka mistrzostw świata w 1989, uczestniczka zawodów w 1990. Startowała w Pucharze Świata w 1990 i 1992 roku. Wicemistrzyni igrzysk azjatyckich w 1990 roku.

## Letnie Igrzyska Olimpijskie 1992
| Konkurencja | Eliminacje           | Klas. końcowa |
| Konkurencja | Przeciwnik I         | Miejsce       |
| ----------- | -------------------- | ------------- |
| 61 kg       | Begoña Gómez (ESP) P | 20.           |